# Geladin
Pour l’article homonyme, voir Geladin (woreda).
Geladin ou Geladi est une ville de l'est de l'Éthiopie située dans la zone Dollo de la région Somali.
Elle se trouve vers 400 m d'altitude à une quarantaine de kilomètres de la frontière somalienne.
La ville figure au recensement national de 2007 en tant que chef-lieu du woreda Geladin. Le recensement y fait état de 9 217 habitants à cette date, pratiquement à égalité avec la ville de Warder.
L'aéroport de Geladi (code IATA : GLC, en anglais : Geladi Airport) n'est plus en service[réf. souhaitée].